# Hüls (Krefeld)
Hüls – dzielnica miasta Krefeld w Niemczech, w kraju związkowym Nadrenia Północna-Westfalia, w rejencji Düsseldorf.
Produkowano tu adamaszek i aksamit.

## Populacja

### Demografia
Według spisu ludności z 2019 roku w dzielnicy Hüls mieszkało 16378 mieszkańców.